# تالاب هشیلان
تالاب هشیلان (به کردی: په‌نگاو هه‌شیلان) تالابی است که در روستای هشیلان در بخش مرکزی شهرستان کرمانشاه استان کرمانشاه قرار دارد. این تالاب هشیلان در مسیر جاده کرمانشاه به روانسر در ۲۶ کیلومتری شمال غربی کرمانشاه و در دهستان میان‌دربند واقع شده و مساحت تقریبی آن ۲ هکتار است که در دشتی گسترده و اراضی پست دامنه کوه‌های خورین و ویس قرار دارد.

## ویژگی‌ها
آب تالاب هشیلان از سرآب سبزعلی تأمین می‌شود. آب تالاب در بالا دست به صورت سرآب و چشمه جوشان می‌باشد و در پهنهٔ تالاب به صورت کانال‌های بزرگ و کوچک پخش شده‌است. پوشش گیاهی سطح تالاب علفی است که به صورت گیاهان آبزی در داخل آب رشد کرده در این تالاب حدود ۱۱۰ جزیره کوچک و بزرگ شکل گرفته‌است.میانگین بارش سالانه در تالاب هشیلان ۴۵۱ میلی‌متر است و در سراسر سال باد در جهت مختلف در این منطقه می‌وزد. هشیلان تنها تالاب استان کرمانشاه است و به عنوان یک اکوسیستم آبی همواره مورد توجه علاقه‌مندان به طبیعت گردی بوده‌است.

## وجه تسمیه
معنای واژۀ هشیلان به درستی مشخص نیست. جلال‌الدین کزازی آن را در زبان کردی مرکب از دو بخش «هه‌شی» به معنی مار و «لان» به معنای خانه دانسته و معنای آن را «لانهٔ ماران» عنوان کرده‌است.
 برخی نیز «هشی» را به معنای خرس و این واژه را به معنای «لانۀ خرس‌ها» دانسته‌اند.

## گونه‌های گیاهی
سطح تالاب دارای پوشش گیاهی با گل‌های متنوع است. در داخل محدودهٔ تالاب هیچ درخت خودرویی وجود ندارد و فقط گونه‌های بید به صورت خیلی پراکنده و بسیار اندک در چند نقطه از تالاب رویش داشته‌اند. پوشش گیاهی سطح تالاب علفی است که به صورت گیاهان آبزی در داخل آب رشد کرده‌اند.

## گونه‌های جانوری
در داخل و حاشیه تالاب جوندگانی از خانواده موش‌ها و پستاندارانی همچون یوزپلنگ ایرانی، گرگ، گراز وحشی، روباه، خرگوش، شغال، بز کوهی، گربه وحشی زندگی می‌کنند. هشیلان به دلیل مأوا دادن به پرنده‌های مهاجر جز مناطق حفاظت‌شده در نظر گرفته شده‌است.
این تالاب زیستگاه چندگونه مار، به ویژه مار آبی و مار چلیپر است. از گونه‌های عمدهٔ ماهیان تالاب می‌توان به عروس ماهی، سیاه ماهی، سفید کولی، زردک و سس ماهی از خانوادهٔ ماهیان کپور اشاره کرد. همچنین این تالاب دارای چندین گونه از سخت پوستان و دوزیستان می‌باشد، از جمله خرچنگ، قورباغه و لاک پشت.
تالاب هشیلان یکی از مهم‌ترین فرودگاه‌های پرندگان مهاجر در استان کرمانشاه است. هرساله پرندگانی مانند غاز خاکستری، اگرت، حواصیل، سرسبز و … به این تالاب مهاجرت می‌کنند.

## راه دسترسی
راه دسترسی به تالاب از حوالی روستای یاوری در مسیر کرمانشاه به روانسر به طرف شمال امتداد می‌یابد و ابتدا به روستا و بعد به تالاب هشیلان منتهی می‌گردد.

## نپیوستن به کنوانسیون رامسر
تالاب هشیلان تاکنون به کنوانسیون جهانی رامسر نپیوسته‌است. به گفتهٔ رئیس اداره نظارت و پایش محیط زیست استان کرمانشاه، مهمترین مانع در راه پیوستن هشیلان به این کنوانسیون، مسئلهٔ مالکیت اراضی این تالاب است. مردم روستا از مدت‌ها پیش در اراضی و جزیره‌های این تالاب به کشاورزی پرداخته‌اند و مالکیت اراضی این تالاب خصوصی بوده و متعلق به این کشاورزان است. با این وجود برای پیوستن تالاب به کنوانسیون رامسر، تمام حریم اکولوژیکی تالاب میله‌گذاری شده‌است. در آذر ۱۴۰۳ معاون محیط طبیعی و تنوع زیستی ادارۀ کل محیط زیست استان کرمانشاه خشکسالی‌های متعدد چند سال اخیر، تعارض مالکیت‌ها در محدودۀ زمین‌های تالاب و وجود چاه‌های غیرمجاز را از جمله موانع ثبت آن در کنوانسیون جهانی رامسر اعلام کرد. در بهمن ۱۴۰۳ مدیرکل محیط زیست استان کرمانشاه بار دیگر از پیگیری برای ثبت سند تالاب هشیلان به نام این سازمان خبر داد.

## سایت پرنده‌نگری
یک سایت پرنده‌نگری نیز از سال ۱۳۹۰ در مکان تالاب هشیلان در حال ساخت است. کار راه‌اندازی سایت پرنده‌نگری در تالاب هشیلان در سال ۱۴۰۱ پس از گذشت بیش از یک دهه هنوز پایان نیافته و بنا بر اعلام مدیرکل محیط زیست استان کرمانشاه بین ۸۰ تا ۸۵ درصد پیشرفت داشته‌است. در آذر ۱۴۰۳ معاون محیط طبیعی و تنوع زیستی ادارۀ کل محیط زیست استان کرمانشاه پیشرفت این پروژه را پس از ۱۳ سال ۹۲ درصد اعلام کرد.

## خشک شدن تالاب
در منطقۀ اطراف تالاب هشیلان آب‌های زیرزمینی در سطح بالایی قرار دارند و به همین دلیل حتی با حفر چاه‌هایی نه چندان عمیق به عمق هفت تا هشت متر نیز می‌توان به آب رسید. به همین دلیل چاه‌های زیادی در این منطقه حفر شده که در کنار خشکسالی و کمبور بارش به یکی از دلایل عمدۀ خشک شدن تالاب هشیلان تبدیل شده‌اند. در سال ۱۳۸۷ تالاب هشیلان خشک شد. در آن سال با وارد کردن آب از سد گاوشان برای احیای آن تلاش شد. در سال ۱۳۹۴ نیز بار دیگر تالاب هشیلان خشک شد، اما حق‌آبه‌ای از سد گاوشان به آن تعلق نگرفت.

### خشک شدن و آتش‌سوزی ۱۴۰۰
صبح روز چهارشنبه ۲۷ مرداد ۱۴۰۰ آتش‌سوزی گسترده‌ای در تالاب هشیلان اتفاق افتاد. این آتش‌سوزی به دلیل وقوع خشکسالی بی‌سابقه در سال ۱۴۰۰ و خشک شدن پوشش گیاهی تالاب اتفاق افتاد و حجم آن به اندازه‌ای بود که ارتفاع آتش در برخی نقاط به چهار متر نیز می‌رسید. بر اثر خشکسالی، خروجی سرآب سبزعلی که تغذیه‌کنندهٔ اصلی آب این تالاب است دچار افت شدید شده و خطر خشک شدن تالاب هشیلان را تهدید می‌کند. با خشک شدن تالاب هشیلان در تابستان ۱۴۰۰ ادارهٔ محیط زیست شهرستان کرمانشاه با وارد کردن آب با تانکر برای کند کردن روند نابودی آن تلاش کرد. در روز ۹ شهریور حق‌آبه‌ای به میزان ۵۰۰ لیتر بر ثانیه از سد گاوشان وارد تالاب هشیلان شد.

### خشک شدن ۱۴۰۱
در ۵ مرداد ۱۴۰۱ اعلام شد که تالاب هشیلان به صورت کامل خشک شده است و سد گاوشان نیز خود در وضعیت خشکی قرار گرفته و انتقال آب از آن به تالاب هشیلان مشکلی را حل نمی‌کند، و به همین دلیل اداره محیط زیست شهرستان کرمانشاه با انتقال روزی دو تانکر آب و ایجاد حوضچه‌های مصنوعی با استفاده از نایلون سعی در زنده نگاه داشتن برخی گونه‌های جانوری این تالاب دارد. در ۱۵ شهریور ۱۴۰۱ مدیر کل محیط زیست استان کرمانشاه از شناسایی ۲۲ حلقه چاه عمیق غیرمجاز در اطراف تالاب هشیلان خبر داد و کشت محصولات پرمصرف مانند ذرت و چغندر در اطراف تالاب را یکی از دلایل خشک شدن آن اعلام کرد.
در ۲۸ آبان ۱۴۰۱ معاون حفاظت و بهره‌برداری شرکت آب منطقه‌ای کرمانشاه از انسداد ۴۸ حلقه چاه غیرمجاز در حاشیه تالاب هشیلان طی سه روز در هفتۀ آخر آبان خبر داد. با این وجود در ۳۰ آبان ۱۴۰۱ رئیس اداره محیط زیست شهرستان کرمانشاه گفت که احیای تالاب هشیلان به دلیل تشنگی زیاد خاک و پایین رفتن سطح آب‌های زیرزمینی علیرغم بارش‌های پاییزی و حتی در صورت بارش مستمر تا ماه اسفند نیز بعید است. در بهمن ۱۴۰۱ رئیس اداره محیط زیست شهرستان کرمانشاه اعلام کرد که علیرغم بارش باران در فصل پاییز هنوز تغییر چندانی در وضعیت تالاب هشیلان ایجاد نشده‌است. در اسفند ۱۴۰۱ اعلام شد که برداشت آب از منابع زیرزمینی اطراف تالاب به قدری بالاست که حتی اگر آب به این تالاب بازگردد، دوام چندانی نخواهد داشت.

### خشک شدن ۱۴۰۲
در فروردین ۱۴۰۲ معاون محیط زیست طبیعی ادارۀ کل محیط زیست استان کرمانشاه در رابطه با خشک شدن تالاب هشیلان هشدار داد که این امر می‌تواند این تالاب را به کانونی برای ریزگرد در استان کرمانشاه تبدیل کند و این مسئله به ویژه با توجه به فاصلۀ کم تالاب تا شهر کرمانشاه اهمیت ویژه‌ای دارد.
در ۱۰ اردیبهشت ۱۴۰۲ رئیس اداره محیط زیست شهرستان کرمانشاه اعلام کرد که تالاب هشیلان پس از بارش‌های بهاری تا حدودی احیا شده، اما دبی منبع تأمین آب آن یعنی سرآب سبزعلی به ۲۰۰ لیتر در ثانیه یعنی نصف سال‌های گذشته کاهش پیدا کرده و در نتیجه کمتر از نصف عرصۀ ۴۵۰ هکتاری تالاب از آب پُر شده است. به همین دلیل پیش‌بینی می‌شود این وضعیت دوام نیاورد و طی دو تا سه ماه آینده تالاب دوباره خشک شود. به گفتۀ‌ وی ۱۹ چاه غیرمجاز شناسایی شده و حتی حکم قضایی برای تخریب آن‌ها نیز از سوی دادستانی صادر گشته، اما دستگاه‌های متولی عزم جدی برای تخریب این چاه‌ها ندارند و حتی یک چاه نیز تخریب نشده‌است.
در ۱۳ تیر ۱۴۰۲ رئیس ادارۀ حفاظت از محیط زیست شهرستان کرمانشاه اعلام کرد تالاب هشیلان فعلاً وضعیت خوبی دارد و بیش از نصف آن از آب پر است و دبی سرآب سبزعلی هم نسبت به سال گذشته بهتر شده، اما باز هم به احتمال ۹۰ درصد در اواخر مرداد و یا اوایل شهریور خشک خواهد شد.
در ۱۰ بهمن ۱۴۰۲ اعلام شد که به دنبال بارش برف و باران در فصل زمستان دبی سرآب سبزعلی افزایش پیدا کرده و تالاب هشیلان بار دیگر جان گرفته‌است. رئیس اداره محیط زیست شهرستان کرمانشاه همچنین از رایزنی برای انتقال مقداری از آب رودخانۀ رازاور از طریق کانال سد گاوشان به تالاب هشیلان خبر داد. وی در ۲۶ اسفند ۱۴۰۲ از عملی شدن این تصمیم و انتقال نزدیک به هزار تا ۱۵۰۰ لیتر در ثانیه آب از رازآور به هشیلان خبر داد که تا پایان فروردین ادامه خواهد داشت و تداوم آن نیز به بارش‌های جوی بستگی خواهد داشت. به گفتۀ وی تالاب هشیلان پس از این اقدام احیاء شده و دبی آن به بین ۵۰ تا ۷۰ لیتر در ثانیه رسیده‌است.

### احیای تالاب در ۱۴۰۳
رئیس اداره محیط زیست شهرستان کرمانشاه در ۲۵ فروردین ۱۴۰۳ اعلام کرد که به دنبال بارش‌های بهاری  تالاب کاملاً از آب پُر شده و اطراف جزایر آن نیز به طور کامل آب دارند. به گفتۀ وی وی دبی  سراب سبزعلی که منبع اصلی تأمین آب تالاب است به حدود ۲۰۰ لیتر در ثانیه رسیده که نسبت به ماه‌های گذشته مناسب‌تر است، با این وجود با فرارسیدن تابستان و اوج گرفتن کشاورزی و آبیاری مزارع اطراف باز هم احتمال خشک شدن آن وجود دارد.
وی همچنین در ۱۰ تیر ۱۴۰۳ اعلام کرد که تغذیۀ مصنوعی تالاب هشیلان که تا پایان فروردین ادامه داشته، باعث شده سطح آب زیرزمینی این منطقه افزایش یابد. علاوه بر آن دبی کنونی سراب سبزعلی نیز به ۳۰۰ لیتر بر ثانیه رسیده و این امیدواری وجود دارد که تالاب هشیلان در تابستان ۱۴۰۳ خشک نشود.
در مرداد ۱۴۰۳ رئیس اداره محیط زیست شهرستان کرمانشاه اعلام کرد دبی سراب سبزعلی از ۳۰۰ لیتر در ثانیه در اوایل تیرماه به حدود ۶۰ تا ۷۰ لیتر در ثانیه کاهش یافته و در صورت شروع دیرهنگام بارش‌های پاییزی امکان خشک شدن مجدد تالاب هشیلان وجود دارد.
در ۱۰ مهر ۱۴۰۳ رئیس ادارۀ محیط زیست شهرستان کرمانشاه اعلام کرد که دبی سرآب سبزعلی به ۱۵ تا ۲۰ لیتر در ثانیه رسیده و سطح آب تالاب بسیار پایین آمده‌است، اما از آنجا که فصل آبیاری ذرت در زمین‌های اطراف به پایان رسیده احتمال بالا آمدن آب همزمان با بارش‌های پاییزی بسیار بالاست. وی اضافه کرد که در حال حاضر آبی از رازآور به هشیلان منتقل نمی‌شود. در دی ۱۴۰۳ رئیس ادارۀ محیط زیست شهرستان کرمانشاه اعلام کرد دبی سرآب سبزعلی به ۵۰ لیتر در ثانیه رسیده و تالاب هشیلان اگرچه خشک نشده اما وضعیت مناسبی ندارد.
در اسفند ۱۴۰۳ اعلام شد آب رودخانۀ رازاور با دبی حدود ۴۰۰ لیتر در ثانیه به تالاب هشیلان منتقل شده و جریان آن تا پایان فروردین ۱۴۰۴ نیز ادامه خواهد داشت. از طرف دیگر دبی سرأب سبزعلی نیز به حدود ۲۵۰ لیتر در ثانیه است.